# Lotta ai Giochi della IX Olimpiade
Le gare di lotta dei Giochi della IX Olimpiade si sono svolte presso Krachtsportgebouw ad Amsterdam dal 30 luglio al 1º agosto 1928 per le 7 categorie della lotta libera e dal 2 al 4 agosto per quanto riguarda le 6 categorie della lotta greco-romana.

## Podi

### Lotta libera
| Evento                        | Oro             | Argento            | Bronzo            |
| Pesi gallo (dettagli)         | Kaarlo Mäkinen  | Clement Spapen     | Jim Trifunov      |
| Pesi piuma (dettagli)         | Allie Morrison  | Kustaa Pihlajamäki | Hans Minder       |
| Pesi leggeri (dettagli)       | Osvald Käpp     | Charles Pacôme     | Eino Leino        |
| Pesi welter (dettagli)        | Arvo Haavisto   | Lloyd Appleton     | Maurice Letchford |
| Pesi medi (dettagli)          | Ernst Kyburz    | Donald Stockton    | Sam Rabin         |
| Pesi medio-massimi (dettagli) | Thure Sjöstedt  | Arnold Bögli       | Henri Lefèbvre    |
| Pesi massimi (dettagli)       | Johan Richthoff | Aukusti Sihvola    | Edmond Dame       |

### Lotta greco-romana
| Evento                        | Oro              | Argento         | Bronzo            |
| Pesi gallo (dettagli)         | Kurt Leucht      | Jindrich Maudr  | Giovanni Gozzi    |
| Pesi piuma (dettagli)         | Voldemar Väli    | Erik Malmberg   | Gerolamo Quaglia  |
| Pesi leggeri (dettagli)       | Lajos Keresztes  | Eduard Sperling | Edvard Westerlund |
| Pesi medi (dettagli)          | Väinö Kokkinen   | László Papp     | Albert Kusnets    |
| Pesi medio-massimi (dettagli) | Ibrahim Moustafa | Adolf Rieger    | Onni Pellinen     |
| Pesi massimi (dettagli)       | Rudolf Svensson  | Hjalmar Nyström | Georg Gehring     |

## Medagliere
| Posizione | Paese          |    |    |    | Totale |
| --------- | -------------- | -- | -- | -- | ------ |
| 1         | Finlandia      | 3  | 3  | 3  | 9      |
| 2         | Svezia         | 3  | 1  | 0  | 4      |
| 3         | Estonia        | 2  | 0  | 1  | 3      |
| 4         | Germania       | 1  | 2  | 1  | 4      |
| 5         | Svizzera       | 1  | 1  | 1  | 3      |
| 6         | Ungheria       | 1  | 1  | 0  | 2      |
| 6         | Stati Uniti    | 1  | 1  | 0  | 2      |
| 8         | Egitto         | 1  | 0  | 0  | 1      |
| 9         | Canada         | 0  | 1  | 2  | 3      |
| 9         | Francia        | 0  | 1  | 2  | 3      |
| 11        | Belgio         | 0  | 1  | 0  | 1      |
| 11        | Cecoslovacchia | 0  | 1  | 0  | 1      |
| 13        | Italia         | 0  | 0  | 2  | 2      |
| 14        | Gran Bretagna  | 0  | 0  | 1  | 1      |
| Totale    | Totale         | 13 | 13 | 13 | 39     |